# Declanșator manual de alarmă incendiu

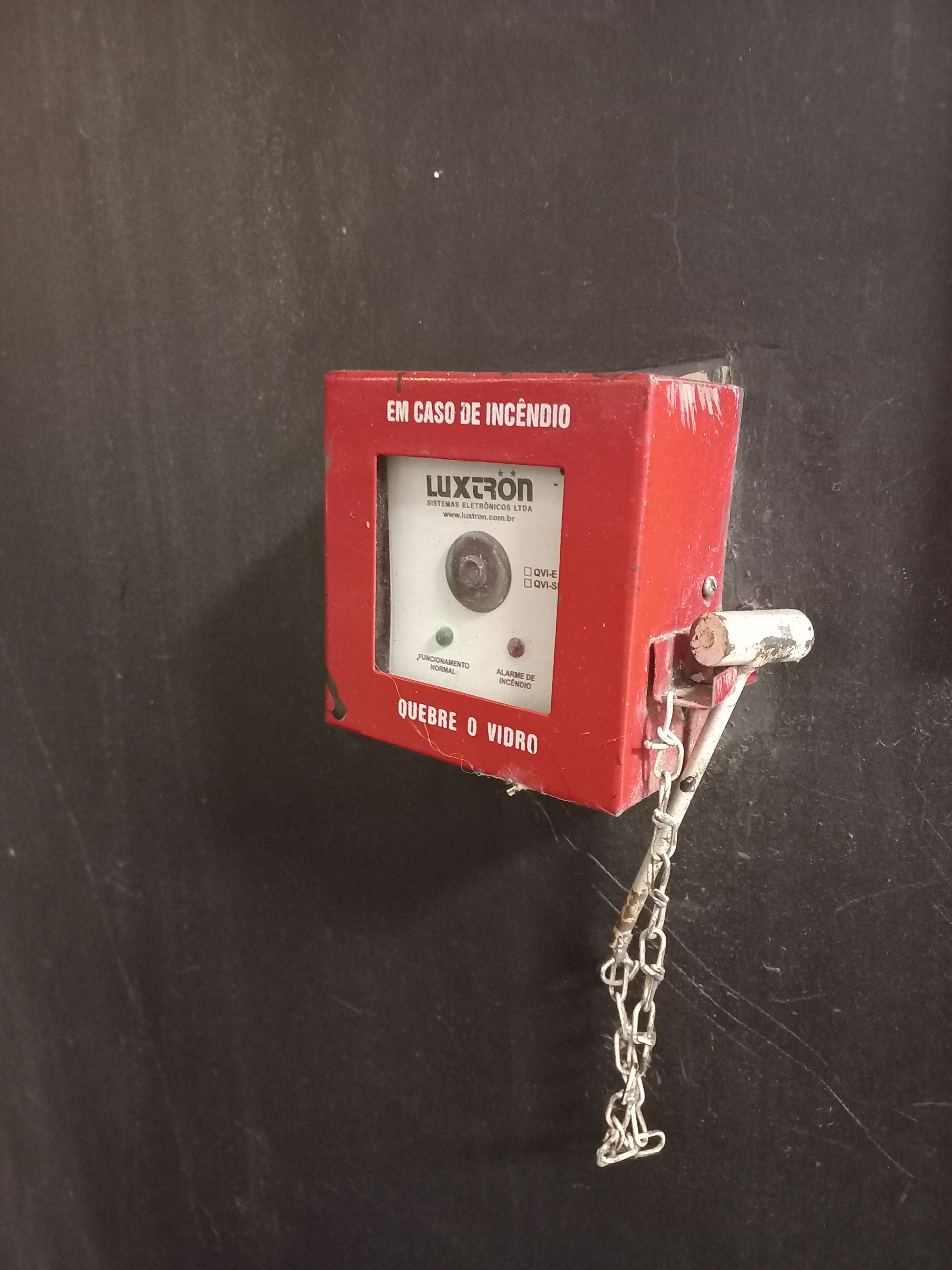
Buton manual de alarmare în caz de incendiu. În caz de incendiu spargeți geamul

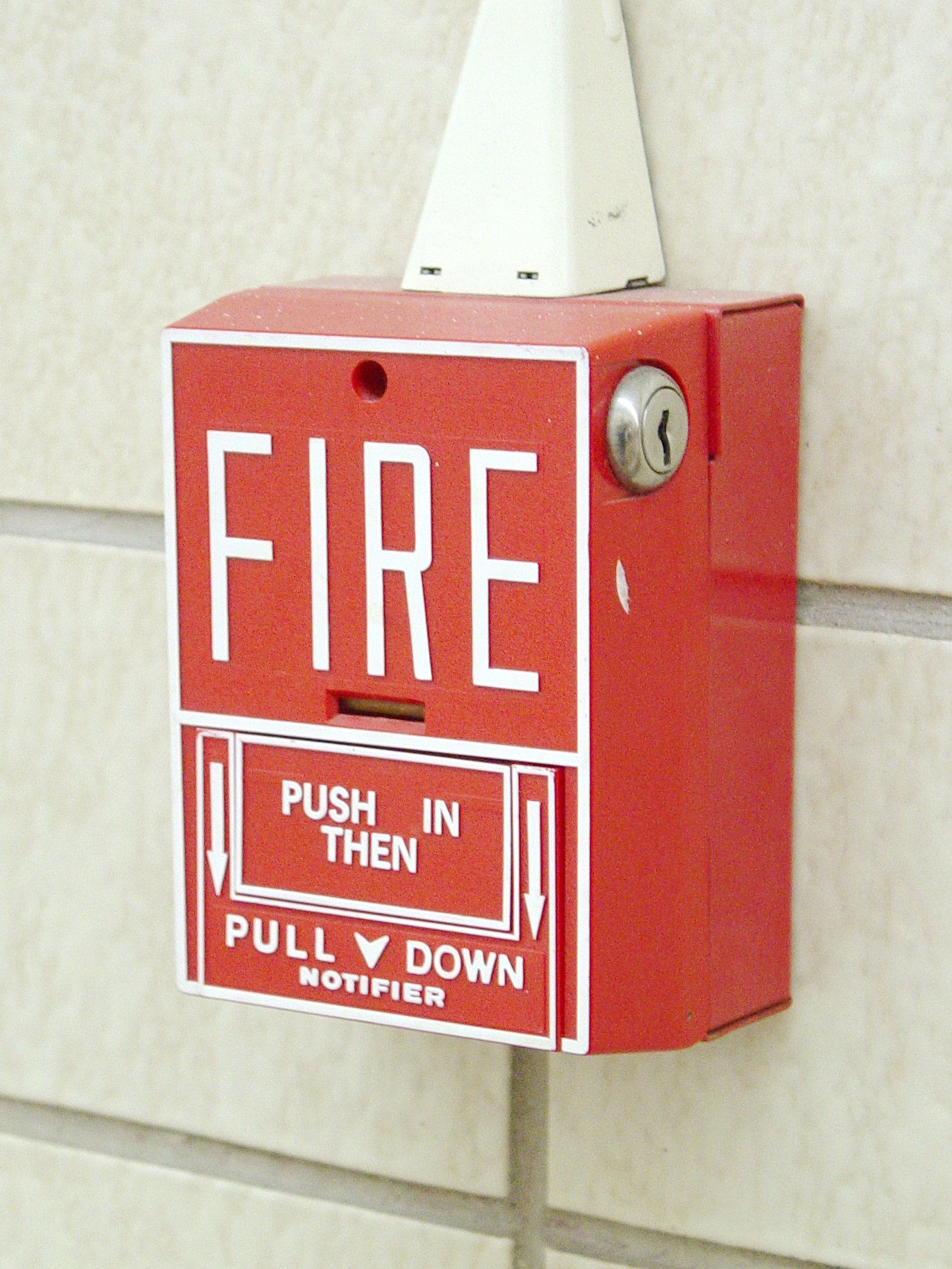
Declanşator (buton) manual de alarmă pentru incendiu

Un declanșator manual de alarmă incendiu  este un dispozitiv destinat declanșării manuale a unei alarme de incendiu, respectiv a unui semnal de pericol. 

## Utilizare și amplasare
Alarma de incendiu poate fi dată de primul care obsearvă evenimentul. De regulă declanșatorul (uzual un buton) este acoperit cu geam de protecție pentru a putea ușor de acționat după spargerea geamului.
Acest tip de dispozitiv se utilizează în clădiri exterioare sau interioare, în incinte cu grad ridicat de umiditate. Poate fi amplasat lângă spațiile care prezintă riscuri mari de incendiu. Este de preferat ca dispunerea să se facă în locuri ușor acesibile, de regulă pe căile de evacuare  la interiorul sau la exteriorul fiecărei uși, pe scara de evacuare (palierele de acces sau podestele scărilor de evacuare) și la fiecare ieșire spre exterior.

## Echipare și dotare
Declanșatorul manual de alarmă incendiu se prevede de către proiectanți acolo unde se impune, în baza scenariului de securitate la incendiu și în conformitate cu prevederile legale.